# 1161
Cette page concerne l'année 1161  du calendrier julien.
L'année 1161 est une année commune qui commence un dimanche.

## Événements
- 26-27 juin : Georges III de Géorgie assiège et prend Ani[1].
- Automne : Nur ad-Din Mahmud, atabek d’Alep conclut une trêve avec Baudouin III puis entreprend le pèlerinage à la Mecque[2], au moment où il s’apprête à extirper l’hérésie chiite[3] (ce pèlerinage, rapporté par Taqi al-Din al-Fasi et al-Maqrizi, historiens du XVe siècle, n’est pas attesté par les contemporains, Ibn Asakir par exemple[4]).

- 28 octobre : guerre des Jin contre les  Song en Chine ; les armées Jin passent le Huai He[5]. Victoires navales song de Tangdao (16 novembre)[6] et de Caishi (25-27 novembre)[7] sur le Yangzi Jiang.
- 15 décembre : l’empereur Jin Hailing est massacré par ses propres officiers pendant que Shizong (Wulu) est proclamé à Liaoyang.

- Le khan Mongol Koutoula ravage la région frontalière du nord de l’empire Jin pour se venger des exactions faites par les Tatars, alliés des Jürchen contre les autres tribus mongoles, contre son frère et son cousin. Selon les sources chinoises, l’empereur des Jürchen organise en 1161 une expédition punitive contre Koutoula, et les Mongols sont écrasés aux environs du lac Buir Nuur par les Jürchen alliés aux Tatars[8].

### Europe
- 7 février : canonisation du roi saxon Édouard le Confesseur, qui devient le saint patron de l’abbaye de Westminster[9].
- 9 mars, Palerme : le roi de Sicile Guillaume le Mauvais est emprisonné par les barons normands révoltés, et son jeune fils Roger est mis sur le trône. Il meurt peu après et Guillaume est libéré. Les musulmans sont massacrés pendant l’émeute[10].
- 30 juin : construction d’une chapelle, marquant la date de la fondation de la ville de Thann, en Alsace[11].

- Octobre, Ertheneburg (Artlenburg) : paix entre les Allemands et les Gotlandais, à l’initiative d’Henri le Lion, qui confirme aux seconds les privilèges accordés dans le duché de Saxe par Lothaire III[12]. Les marchands allemands peuvent se rendre à Gotland. Ils s’unissent au départ de Lübeck dans une association jurée, à l’instigation d’Henri le Lion qui reconnaît leur chef Oldéric comme son représentant et lui confère des pouvoirs judiciaires semblables à ceux qu’il accorde aux Gotlandais en Saxe. Une colonie de négociants allemands s’installe à Visby, où est fondé « l’association des marchands allemands saisonniers de Gotland », guilde à l’origine de la Hanse germanique[13].

- Magnus Henriksson est battu et tué dans un combat près d'Örebro. Début du règne de Charles VII de Suède, qui est enfin reconnu par tout le pays (fin en 1167)[14].
- Création de la « Préceptorie de Saint-Malo », actuellement Institution Saint-Malo, une des plus anciennes écoles de Bretagne[15].

Siège de la ville de Vendôme par le comte de Blois Thibaut V

## Décès en 1161
- 4 février : Inge Ier de Norvège